# Fernandocrambus backstromi
Fernandocrambus backstromi là một loài bướm đêm trong họ Crambidae.